# Фестиваль реки Дон
Фестиваль реки Дон — ежегодное мероприятие, организовываемое в честь реки Дон на набережной Ростова-на-Дону. Праздничные гуляния включают в себя конкурсы, дегустацию ухи и разные развлечения. В 2016 году, когда праздник проводился в 6 раз, был заложен камень будущей часовни «Южные врата». Гуляния посетило около десяти тысяч человек.

## История
В 2016 году фестиваль реки Дон проходил на ростовской набережной. В честь праздника была организована ярмарочная площадь с песнями и плясками, сделаны места для угощений ухой. За развитие туризма на Дону самые активные жители города получили памятные медали «185 лет Байкову Андрею Матвеевичу». Во время праздника был заложен камень тетрапилона «Южные врата» В этом месте со временем будет установлена часовня, которую построят в рамках облагораживания набережной Дона.
Первым заложенным камнем часовни стал кирпич из реконструируемого главного храма Ростова-на-Дону Кафедрального собора Рождества Пресвятой Богородицы. Церемония закладки была проведена настоятелем собора, который также совершил молебен в месте, где будет располагаться часовня. По замыслу автора композиции, арка станет символом пересечения 4 дорог. Часовня будет символизировать врата Ростова-на-Дону и станет продолжением пешеходной стороны Набережной.
Фестиваль в 2016 году был посвящен году российского кино. Создали специальную площадку — «Донливуд» — на которой обустроили декорации и пригласили к работе гримеров и операторов. Желающие могли поучаствовать в кастинге и получить роль, либо попробовать посидеть в режиссерском кресле. Фестиваль сопровождался выступлением творческих коллективов и конкурсом на приготовление лучшей ухи. Во время празднования стало известно о создании музея города Ростова-на-Дону.